# John Marley
John Marley (Nueva York; 17 de octubre de 1907 - íb.; 22 de mayo de 1984) fue un actor estadounidense que fue conocido por su papel como Phil Cavalleri en Love Story (1971) y como Jack Woltz, magnate de la industria del cine que se encuentra la cabeza de su caballo en su cama en El Padrino (1972). También fue la iniciativa de John Cassavetes en Faces (1968).

## Carrera
Marley fue un actor de carácter familiar, que apareció en cerca de 150 películas y programas de televisión (por ejemplo, actuaciones en el Alfred Hitchcock Presents, Johnny Staccato de la CBS y la serie de antología Lloyd Bridges's Show) a lo largo de una carrera que duró unos cuarenta y cinco años. 
En 1960, representa al Jefe Oglala en Lakota Crazy Horse, en el episodio "Escort Detalle" de la NBC. En la serie occidental Overland Trail de 1961, protagonizada por William Bendix y Doug McClure, apareció como invitado estrella interpretando a Josiah Brady en el episodio "La mano de la venganza", junto con Denver Pyle, sindicado en la lucha de Two Faces West. 
Fue nominado para un Premio de la Academia como Mejor Actor en un papel de apoyo por su papel en Love Story (1970) pero perdió contra John Mills, que ganó por Ryan's Daughter. Apareció también en la popular serie de televisión, The Incredible Hulk, como el padre del protagonista, David Banner. 
Su hijo es el actor Ben Marley, quien participó en muchas películas, incluida Jaws 2, y películas para TV como Skyward. Participó también varias veces como invitado a series de televisión, incluido The Facts of Life.
Marley también es conocido por comprar la pintura de Bill Stoneham "The Hands Resist Him" en 1983, cuyo cuadro sería reconocido 17 años después como una pintura maldita. Sin embargo, un año después de comprar la pieza, Marley murió el 22 de mayo de 1984, a los 76 años, por complicaciones de una cirugía a corazón abierto. La pintura fue encontrada varios años después en una cervecería.
John Marley está enterrado en el cementerio de Cedar Park, en Emerson, Nueva Jersey.

## Filmografía
| Año  | Película            | Papel                     |
| ---- | ------------------- | ------------------------- |
| 1958 | I Want to Live!     | Padre Devers              |
| 1963 | A Child is Waiting  | Holland                   |
| 1963 | America, America    | Garabet                   |
| 1965 | Cat Ballou          | Frankie Ballou            |
| 1968 | Faces               | Richard Forst             |
| 1970 | Love Story          | Phil Cavalleri            |
| 1972 | El Padrino          | Jack Woltz                |
| 1976 | W. C. Fields and Me | Jefe de estudio Bannerman |
| 1976 | Kid Vengeance       | Jesus                     |
| 1978 | Hooper              | Productor Max Berns       |
| 1980 | Tribute             | Lou Daniels               |

## Premios y distinciones
Premios Óscar
| Año  | Categoría              | Película   | Resultado |
| ---- | ---------------------- | ---------- | --------- |
| 1970 | Mejor actor de reparto | Love Story | Nominado  |

Festival Internacional de Cine de Venecia
| Año  | Categoría                 | Película | Resultado |
| ---- | ------------------------- | -------- | --------- |
| 1968 | Copa Volpi al mejor actor | Rostros  | Ganador   |